# Plavuň
Plavuň (Lycopodium) je rod rostlin z čeledi plavuňovitých (Lycopodiaceae). V aktuální taxonomii je pojímán buď široce, v takovém případě zahrnuje asi 50 druhů včetně zástupců rodů plavuník (Diphasiastrum) a několika dalších, nebo úzce: pak obsahuje druhů pouze 15. Typovým druhem je plavuň vidlačka (Lycopodium clavatum).

## Systematika

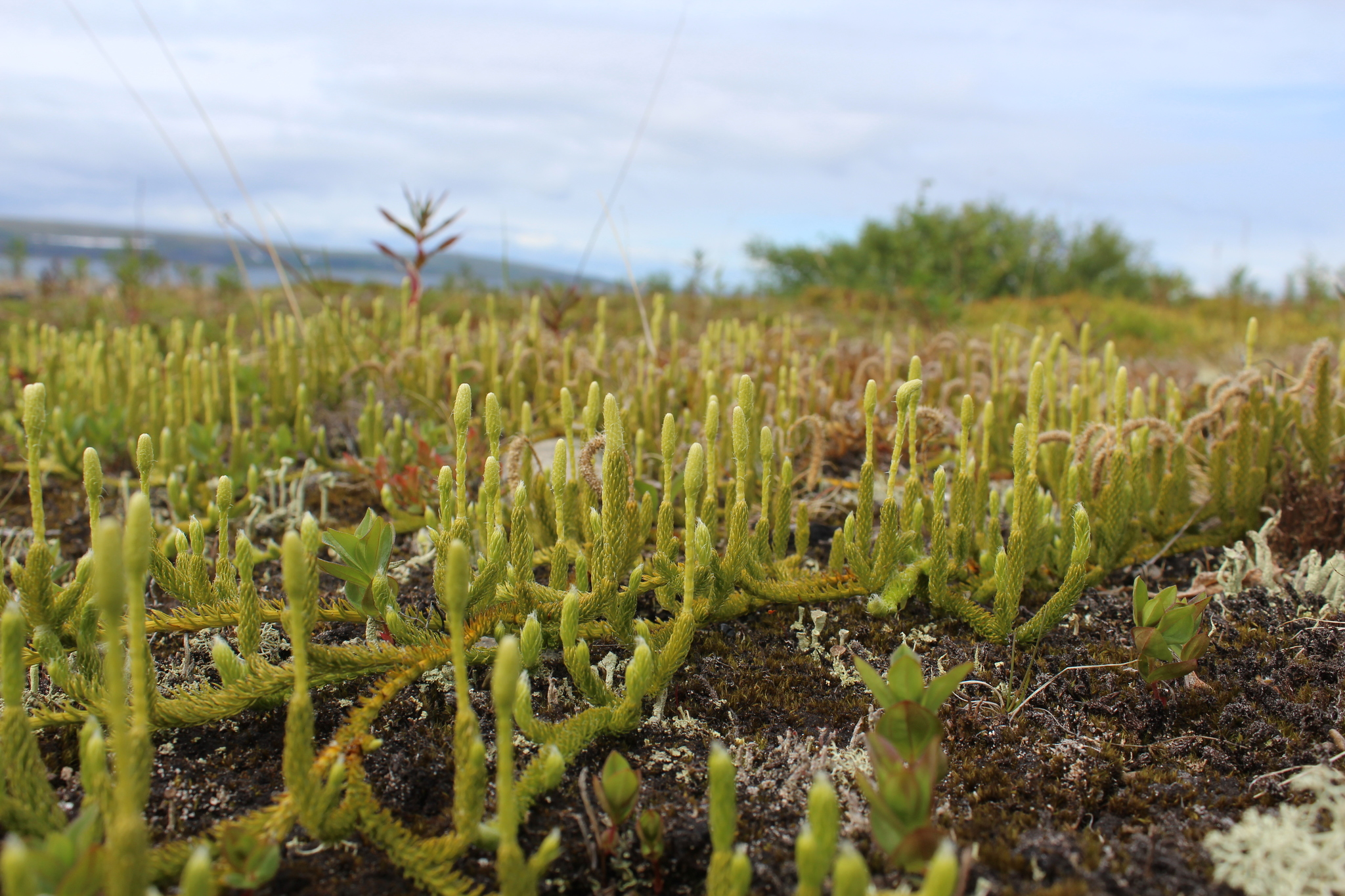
Porost Lycopodium lagopus v Rusku

Pojetí rodu doznávalo v průběhu času řady proměn. Existovaly tendence řadit do něho všechny zástupce čeledi plavuňovitých, ba i některé vranečky. Fylogenetický přístup 21. století založený na analýzách molekulární DNA ukázal, že rod lze pojímat buď široce, nebo pouze jako jeden z devíti úzce vymezených rodů podčeledi Lycopodioideae. Strukturu širokého rodu (resp. podčeledi) lze znázornit následujícím kladogramem:

|  | Pseudolycopodium                                                     |
|  |                                                                      |
|  | \| \| Pseudodiphasium \| \| \| \| \| \| Austrolycopodium \| \| \| \| |
|  |                                                                      |
|  | Pseudodiphasium                                                      |
|  |                                                                      |
|  | Austrolycopodium                                                     |
|  |                                                                      |

|  | Pseudodiphasium  |
|  |                  |
|  | Austrolycopodium |
|  |                  |

|  | Pseudolycopodium                                                     |
|  |                                                                      |
|  | \| \| Pseudodiphasium \| \| \| \| \| \| Austrolycopodium \| \| \| \| |
|  |                                                                      |
|  | Pseudodiphasium                                                      |
|  |                                                                      |
|  | Austrolycopodium                                                     |
|  |                                                                      |

|  | Pseudodiphasium  |
|  |                  |
|  | Austrolycopodium |
|  |                  |

|  | Dendrolycopodium |
|  |                  |
|  | Diphasium        |
|  |                  |

|  | Pseudolycopodium                                                     |
|  |                                                                      |
|  | \| \| Pseudodiphasium \| \| \| \| \| \| Austrolycopodium \| \| \| \| |
|  |                                                                      |
|  | Pseudodiphasium                                                      |
|  |                                                                      |
|  | Austrolycopodium                                                     |
|  |                                                                      |

|  | Pseudodiphasium  |
|  |                  |
|  | Austrolycopodium |
|  |                  |

|  | Pseudolycopodium                                                     |
|  |                                                                      |
|  | \| \| Pseudodiphasium \| \| \| \| \| \| Austrolycopodium \| \| \| \| |
|  |                                                                      |
|  | Pseudodiphasium                                                      |
|  |                                                                      |
|  | Austrolycopodium                                                     |
|  |                                                                      |

|  | Pseudodiphasium  |
|  |                  |
|  | Austrolycopodium |
|  |                  |

|  | Dendrolycopodium |
|  |                  |
|  | Diphasium        |
|  |                  |

|  | Diphasiastrum                                                         |
|  |                                                                       |
|  | \| \| Spinulum \| \| \| \| \| \| Lycopodium sensu stricto \| \| \| \| |
|  |                                                                       |
|  | Spinulum                                                              |
|  |                                                                       |
|  | Lycopodium sensu stricto                                              |
|  |                                                                       |

|  | Spinulum                 |
|  |                          |
|  | Lycopodium sensu stricto |
|  |                          |

|  | Pseudolycopodium                                                     |
|  |                                                                      |
|  | \| \| Pseudodiphasium \| \| \| \| \| \| Austrolycopodium \| \| \| \| |
|  |                                                                      |
|  | Pseudodiphasium                                                      |
|  |                                                                      |
|  | Austrolycopodium                                                     |
|  |                                                                      |

|  | Pseudodiphasium  |
|  |                  |
|  | Austrolycopodium |
|  |                  |

|  | Pseudolycopodium                                                     |
|  |                                                                      |
|  | \| \| Pseudodiphasium \| \| \| \| \| \| Austrolycopodium \| \| \| \| |
|  |                                                                      |
|  | Pseudodiphasium                                                      |
|  |                                                                      |
|  | Austrolycopodium                                                     |
|  |                                                                      |

|  | Pseudodiphasium  |
|  |                  |
|  | Austrolycopodium |
|  |                  |

|  | Dendrolycopodium |
|  |                  |
|  | Diphasium        |
|  |                  |

|  | Pseudolycopodium                                                     |
|  |                                                                      |
|  | \| \| Pseudodiphasium \| \| \| \| \| \| Austrolycopodium \| \| \| \| |
|  |                                                                      |
|  | Pseudodiphasium                                                      |
|  |                                                                      |
|  | Austrolycopodium                                                     |
|  |                                                                      |

|  | Pseudodiphasium  |
|  |                  |
|  | Austrolycopodium |
|  |                  |

|  | Pseudolycopodium                                                     |
|  |                                                                      |
|  | \| \| Pseudodiphasium \| \| \| \| \| \| Austrolycopodium \| \| \| \| |
|  |                                                                      |
|  | Pseudodiphasium                                                      |
|  |                                                                      |
|  | Austrolycopodium                                                     |
|  |                                                                      |

|  | Pseudodiphasium  |
|  |                  |
|  | Austrolycopodium |
|  |                  |

|  | Dendrolycopodium |
|  |                  |
|  | Diphasium        |
|  |                  |

|  | Diphasiastrum                                                         |
|  |                                                                       |
|  | \| \| Spinulum \| \| \| \| \| \| Lycopodium sensu stricto \| \| \| \| |
|  |                                                                       |
|  | Spinulum                                                              |
|  |                                                                       |
|  | Lycopodium sensu stricto                                              |
|  |                                                                       |

|  | Spinulum                 |
|  |                          |
|  | Lycopodium sensu stricto |
|  |                          |

## Popis

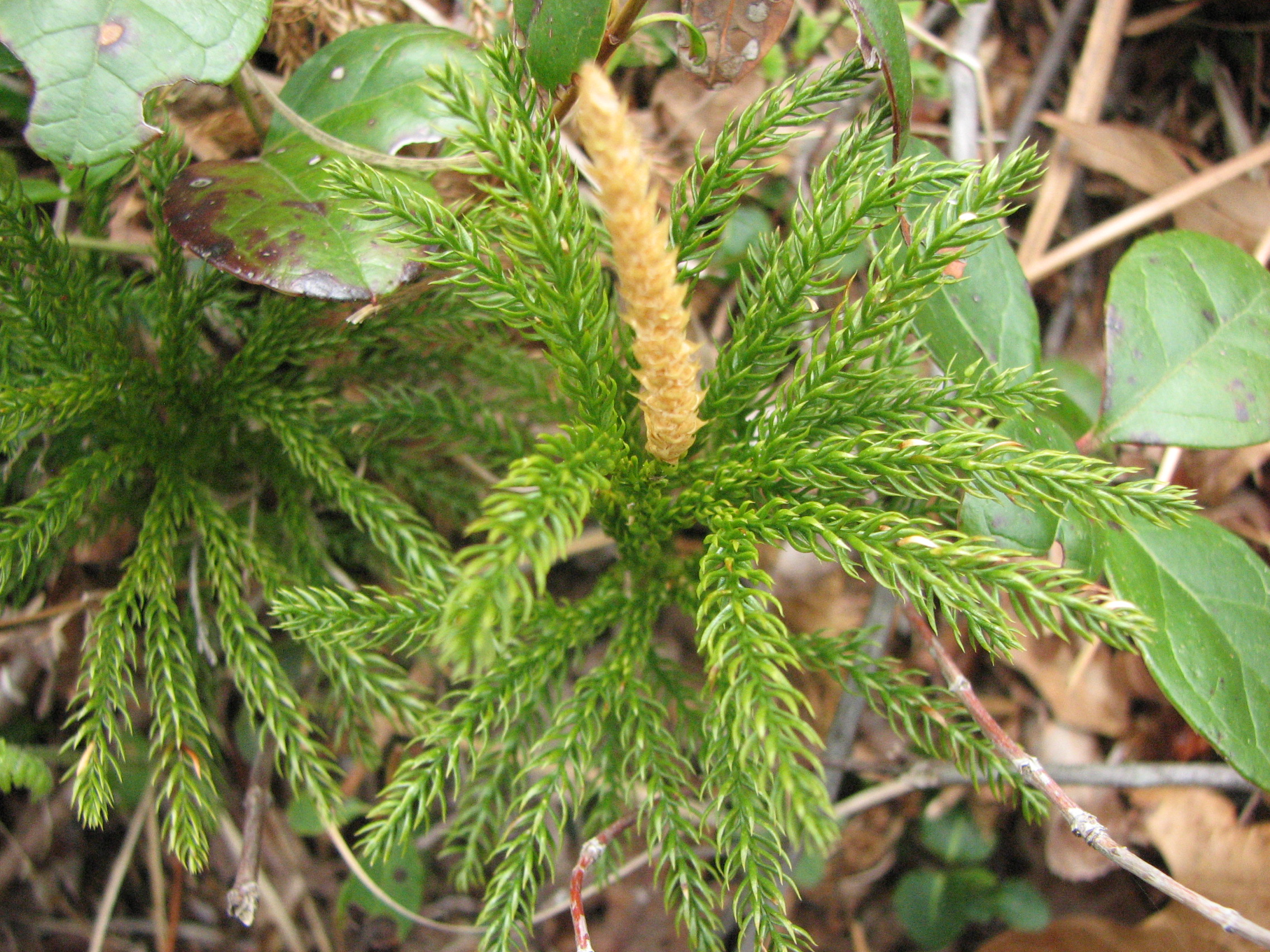
Lycopodium hickeyi (Severní Amerika)

Spory plavuní setrvávají v půdě několik let (obvykle 5 až 7), než začnou klíčit v malý prvoklíček hlízovitého tvaru. Prvoklíček je bez chlorofylu, a proto jeho výživa závisí na symbióze s některými druhy hub. Vyvíjí se velmi dlouho, často 10 až 15 let, než dosáhne pohlavní zralosti a začnou se na něm vyvíjet samčí pohlavní orgány. Jako „lákací“ látku pro spermatozoidy při oplozování vylučují archegonia plavuní kyselinu citrónovou.
Protože při tomto zdlouhavém a složitém způsobu pohlavního rozmnožování by plavuně neměly mnoho naděje na přežití, je u nich časté vegetativní rozmnožování pomocí opadaných pupenů a krátkých větviček, které se vytvářejí v horní části výhonů. Sporofyt plavuní tvoří plazivá nebo vzpřímená nečlánkovaná plná lodyha s drobnými přisedlými listy. Sporofyly, na nichž se vytvářejí výtrusy, se tvarově neliší od listů asimilačních, bývají však většinou uspořádány ve výtrusnicové klásky. Výtrusnice sedí jednotlivě na vrchní straně lístků nebo v jejich úžlabí.

## Rozšíření

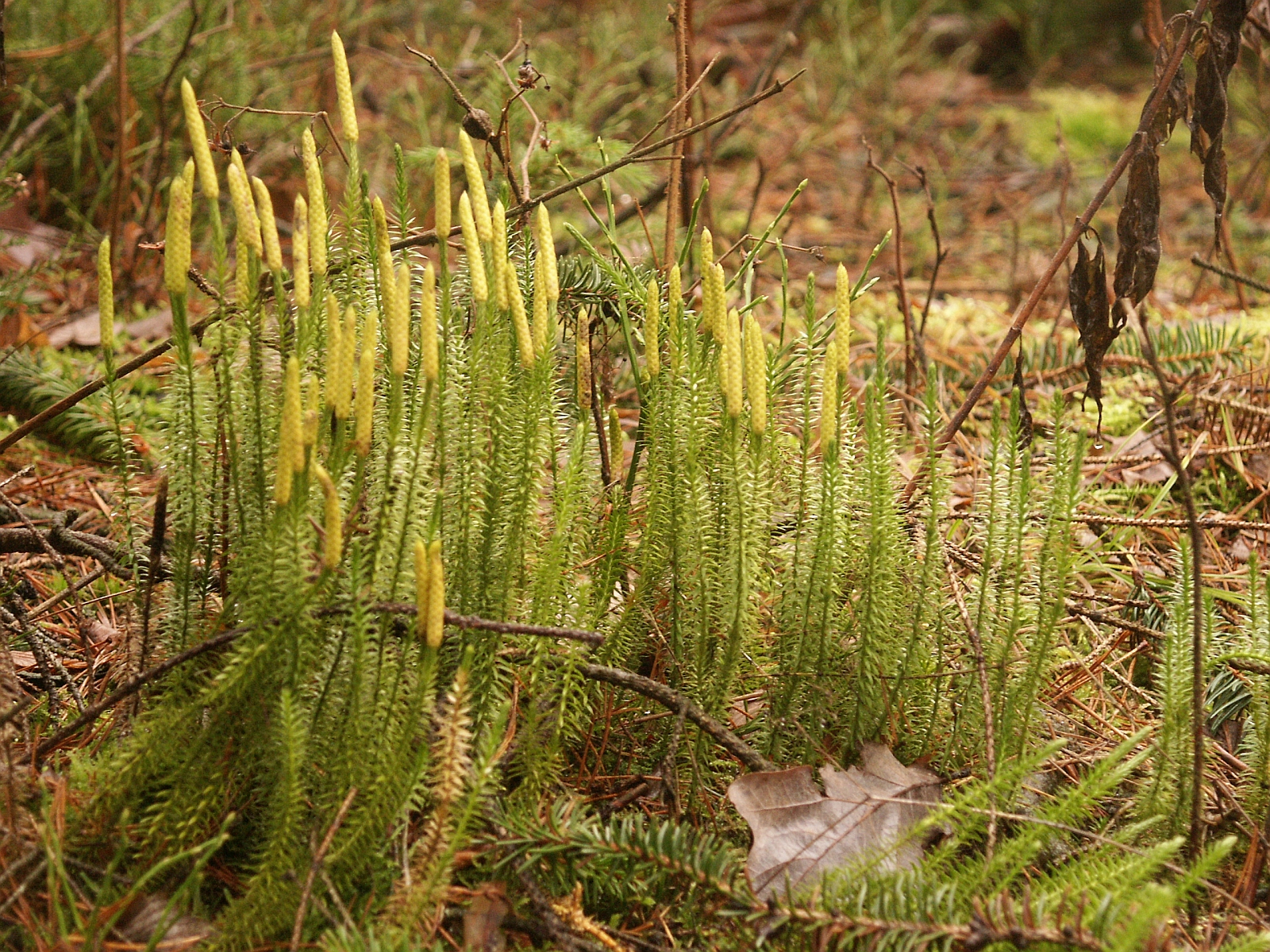
Plavuň pučivá

Plavuně tohoto rodu se vyskytují od tropů až po arktické oblasti. V mírném pásu jsou nejčastějši v lesích a na lesních světlinách, v horských oblastech, na alpínských loukách, někdy také na zaplavovaných stanovištích.

## Druhy v Česku
- plavuň vidlačka (Lycopodium clavatum) – roste v lesích středních i horských poloh. Na plazivém stonku vyrůstají dlouhé stopkaté strobily (klasy), často v párech.
- plavuň pučivá (Lycopodium annotinum, v úzkém rodovém pojetí Spinulum annotinum) – vzácně roste na podobných, ale stinnějších stanovištích, kde někdy vytváří souvislé porosty. Jednotlivé strobily jsou přisedlé k olistěnému stonku.
- v širokém pojetí též zástupci rodu plavuník (Diphasiastrum), kterému je věnován samostatný článek